# Romanisches Haus (Werben)

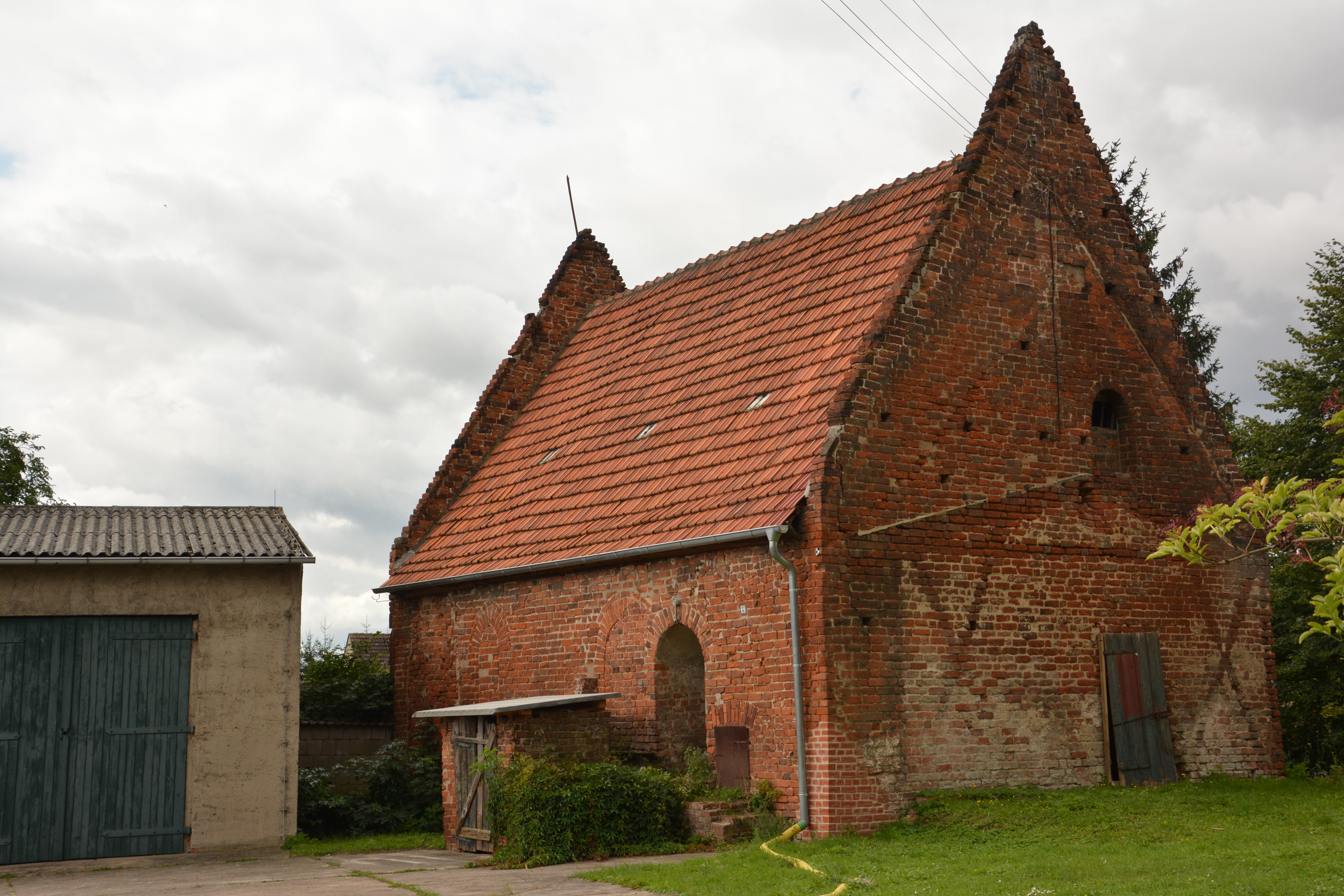
Romanisches Haus von Norden, Zustand 2017

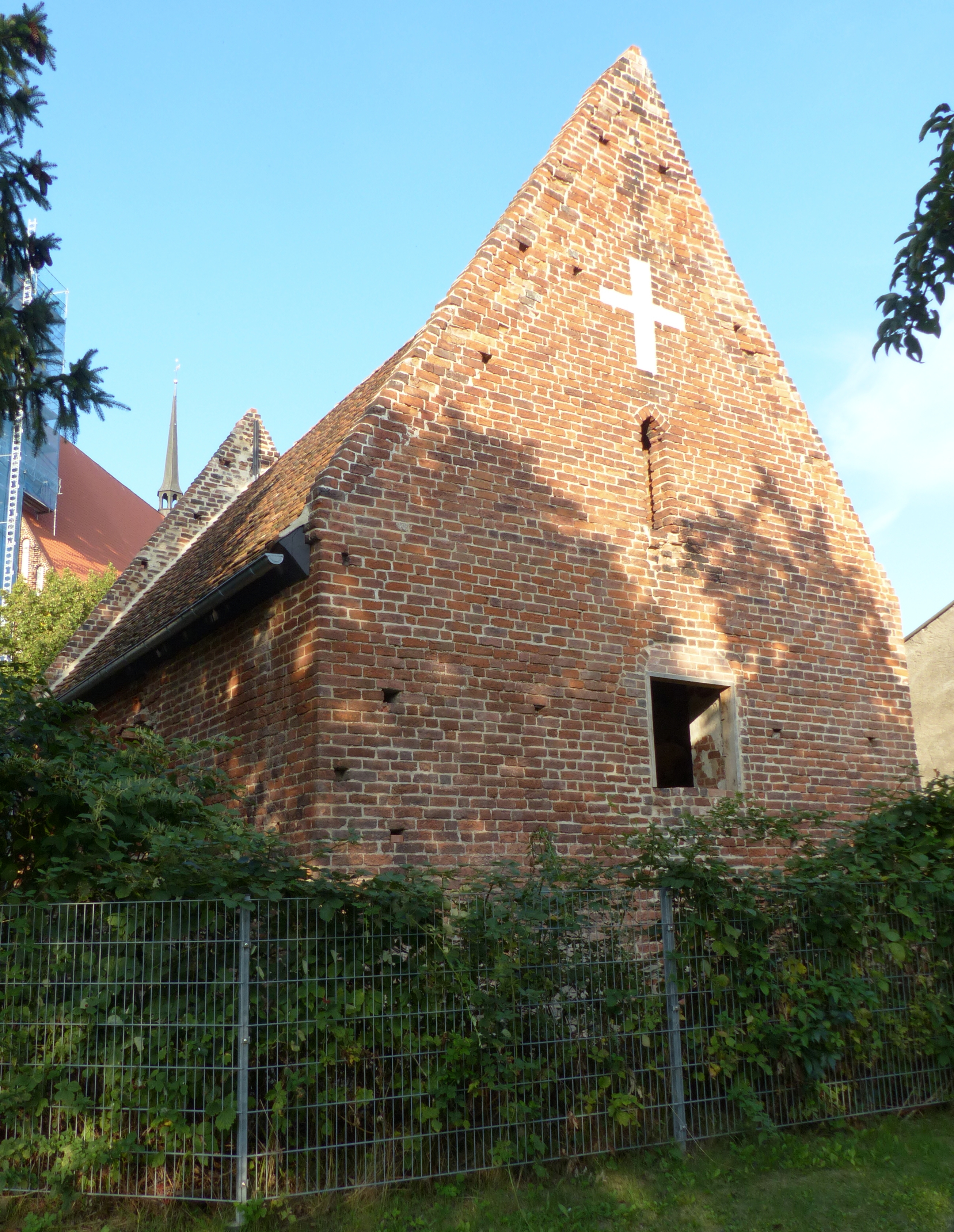
Südwestgiebel,
Zustand 2021

Das in der ersten Hälfte des 13. Jahrhunderts errichtete denkmalgeschützte Romanische Haus (auch: Lambertikapelle) in Werben gilt als eines der ältesten Profangebäude in Norddeutschland. Es ist Teil der ehemaligen Komturei des Johanniterordens. Diese Komturei war anfangs für Sachsen, die Mark Brandenburg, Pommern und das Wendland zuständig. Später entwickelte sie sich zur Verwaltungszentrale für die Ballei Brandenburg. Durch eine päpstliche Verfügung erhielten die Johanniter den Landbesitz des im Jahr 1312 aufgelösten Templerordens. Obwohl die Johanniter im Vertrag von Kremmen nur ein Drittel des Templereigentums erhielten (die übrigen zwei Drittel erhielten die Kirche und der Markgraf), war dies ausreichend dafür, dass die Johanniter eine Ballei gründen konnten.
Das Haus wird aktuell (Stand 2020) saniert.
Das Bauwerk ist ein schlichter rechteckiger Backsteinbau vom Anfang des 13. Jahrhunderts und ist durch das Johanniterkreuz in den Giebeln gekennzeichnet. Es wird im Dehio-Handbuch als profanierte ehemalige Lambertikapelle der Johanniter-Komturei bezeichnet und liegt südwestlich der St.-Johannis-Kirche. Sie ist das älteste Zeugnis der Bautätigkeit des Johanniterordens in Werben. Neuere Erkenntnisse weisen auf eine profane Nutzung hin.
In jüngerer Zeit wurde bezweifelt, dass das Gebäude jemals ein Sakralbau war. Möglicherweise war es der Wohnsitz eines ranghohen Ordensangehörigen. Stilistisch weist es neben romanischen Rundbögen auch schon einen frühgotischen Spitzbogen (des vermauerten Fensters an der südlichen Ostwand) auf, sowie ein Spaltfenster mit eckig spitzem Abschluss. Die spätgotische Erhöhung der Giebeldreiecke wurde anscheinend in der Neuzeit insgesamt erneuert.